# Cantons dels Alts Pirineus
Els Cantons dels Alts Pirineus són 34 i s'agrupen en tres districtes:
- Districte d'Argelèrs de Gasòst (6 cantons) sotsprefectura Argelès-Gazost: Cantó d'Argelèrs de Gasòst - Cantó d'Aucun - Cantó de Lorda-Est - Cantó de Lorda-Oest - Cantó de Lus e Sent Sauvaire - Cantó de Sent Pèr de Bigòrra
- Districte de Banhèras de Bigòrra (9 cantons) sotsprefectura Banhèras de Bigòrra: Cantó d'Arreau - Cantó de Banhèras de Bigòrra - Cantó de La Barta de Nestés - Cantó de Bordères-Louron - Cantó de Campan - Cantó de Lanamesa - Cantó de Maulion de Varossa - Cantó de Sent Laurenç de Nestés - Cantó de Vièla d'Aura
- Districte de Tarba (19 cantons) prefectura de Tarba: Cantó d'Aureilhan - Cantó de Bordères-sur-l'Échez - Cantó de Castelnau-Magnoac - Cantó de Castelnau-Rivière-Basse - Cantó de Galan - Cantó de Laloubère - Cantó de Maubourguet - Cantó d'Ossun - Cantó de Pouyastruc - Cantó de Rabastens-de-Bigorre - Cantó de Séméac - Cantó de Tarbes-1 - Cantó de Tarbes-2 - Cantó de Tarbes-3 - Cantó de Tarbes-4 - Cantó de Tarbes-5 - Cantó de Tournay - Cantó de Trie-sur-Baïse - Cantó de Vic-en-Bigorre